# Edwin vom Rath
Edwin vom Rath (1863-1940) was een Nederlandse zakenman en kunstverzamelaar.

## Biografie
Julius Wilhelm Edwin vom Rath werd geboren in Amsterdam als derde zoon van de rijke suikerkoopman en bankier van Duitse afkomst Rudolf vom Rath en Louise Bunge, een dochter van een graanhandelaar. Op 44-jarige leeftijd werd hij benoemd tot firmant in het familiebedrijf Deichmann & Vom Rath. De firma had een groot aandeel in de handel en verwerking van ruwe rietsuiker en beetwortelsuiker, voerde banktransacties uit en handelde in overzeese producten.
Toen Vom Rath 55 was, werd hij door het overlijden van zijn moeder beheerder van familiefortuin. Hij was ongehuwd en kinderloos en woonde in een van de mooiste huizen in Amsterdam, in de zogenaamde ‘Gouden Bocht' niet ver van kunsthandelaar Jacques Goudstikker. Edwin vom Rath heeft veel van het familiefortuin besteed aan cultuur in Amsterdam. Eind september 1940 overleed hij aan de gevolgen van een val bij het ophangen van verduisteringsgordijnen.

## Verzamelaar
Nadat zijn familie was overleden en hij de zeggenschap over het familiefortuin kreeg, is Edwin vom Rath zich intensief gaan richten op het verzamelen van kunst. Vom Rath was goed bevriend met de Amsterdamse verzamelaar Otto Lanz.
Lanz was alleen geïnteresseerd in vroeg-Italiaanse kunst, maar Vom Rath had een bredere belangstelling. Hij wilde met zijn verzameling een overzicht bieden van de Italiaanse kunstgeschiedenis en haar verschillende scholen. Hij streefde ernaar voorbeelden te bezitten uit ieder Italiaans kunstcentrum en uit ieder belangrijk tijdperk. In zijn collectie nam de Venetiaanse kunst een belangrijke plaats in. Ook wilde hij met zijn verzameling bijdragen aan de verzameling buitenlandse kunst in het Rijksmuseum Amsterdam. Al tijdens zijn leven gaf hij een aantal stukken in bruikleen aan het Rijksmuseum. Na zijn dood ging de hele verzameling aan de Staat der Nederlanden.

## Nevenfuncties
Edwin vom Rath was betrokken bij vele Amsterdamse culturele instellingen, vaak als bestuurslid of benefactor. Hij had belangstelling voor muziek en toneel, terwijl hij ook Artis een warm hart toedroeg. Zo was hij betrokken bij het Concertgebouw, de Vereniging Rembrandt, het Genootschap Natura Artis Magistra, het Amsterdams Conservatorium en de Vereeniging tot het Vormen van een Openbare Verzameling van Hedendaagse Kunst (VVHK). Zijn betrokkenheid bij Amsterdam was zo groot omdat hij dankbaar was dat de stad zijn voorvaderen warm had ontvangen. Vom Rath was ook penningmeester van het Nederlands Instituut te Rome en medeoprichter van het gebouw waarin het instituut is gevestigd, aan de rand van stadspark Villa Borghese.

## Schilderijen uit de collectie J.W.E. vom Rath

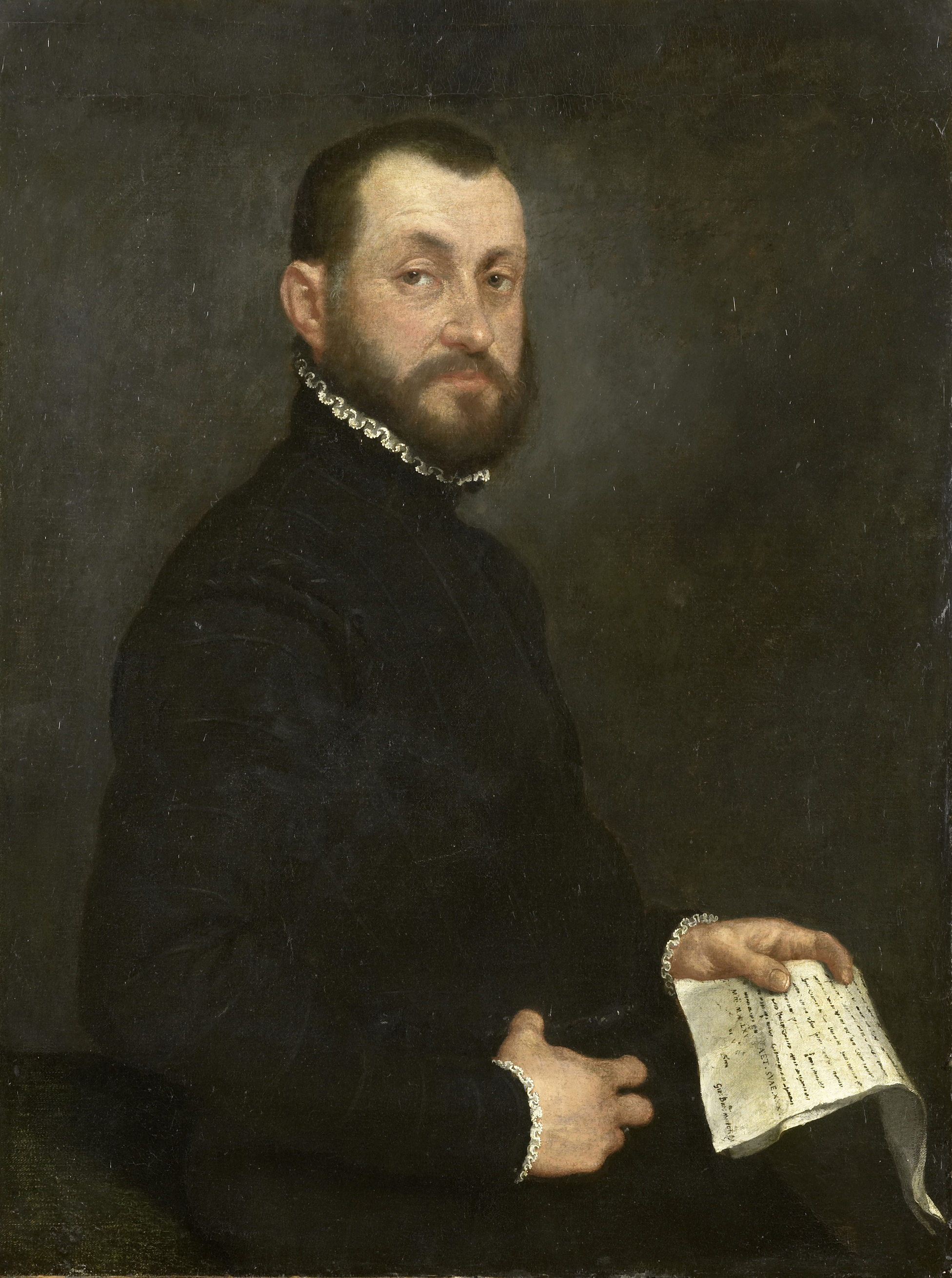
Giovanni Battista Moroni - Portret van een man
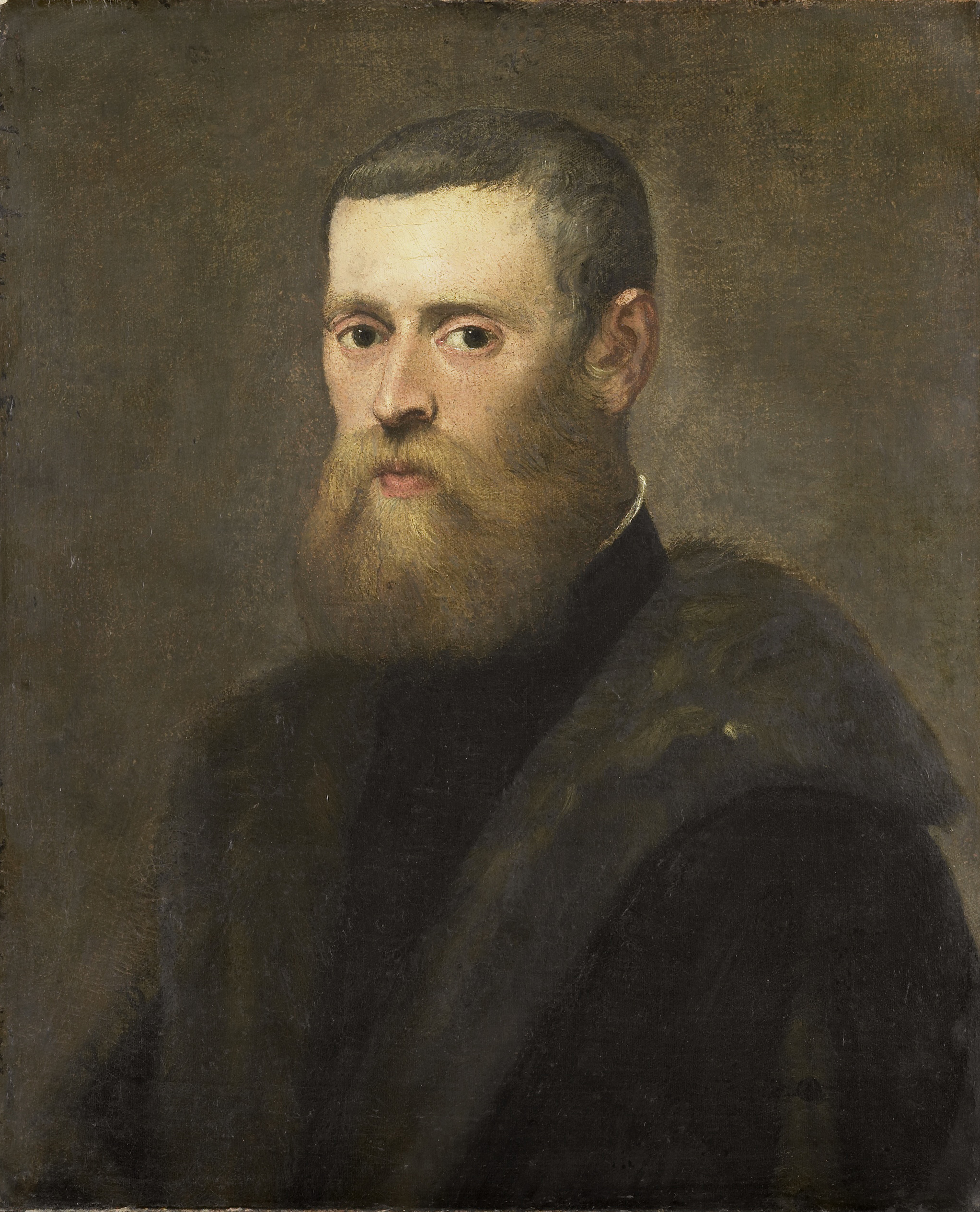
Jacopo Tintoretto - Portret van een man
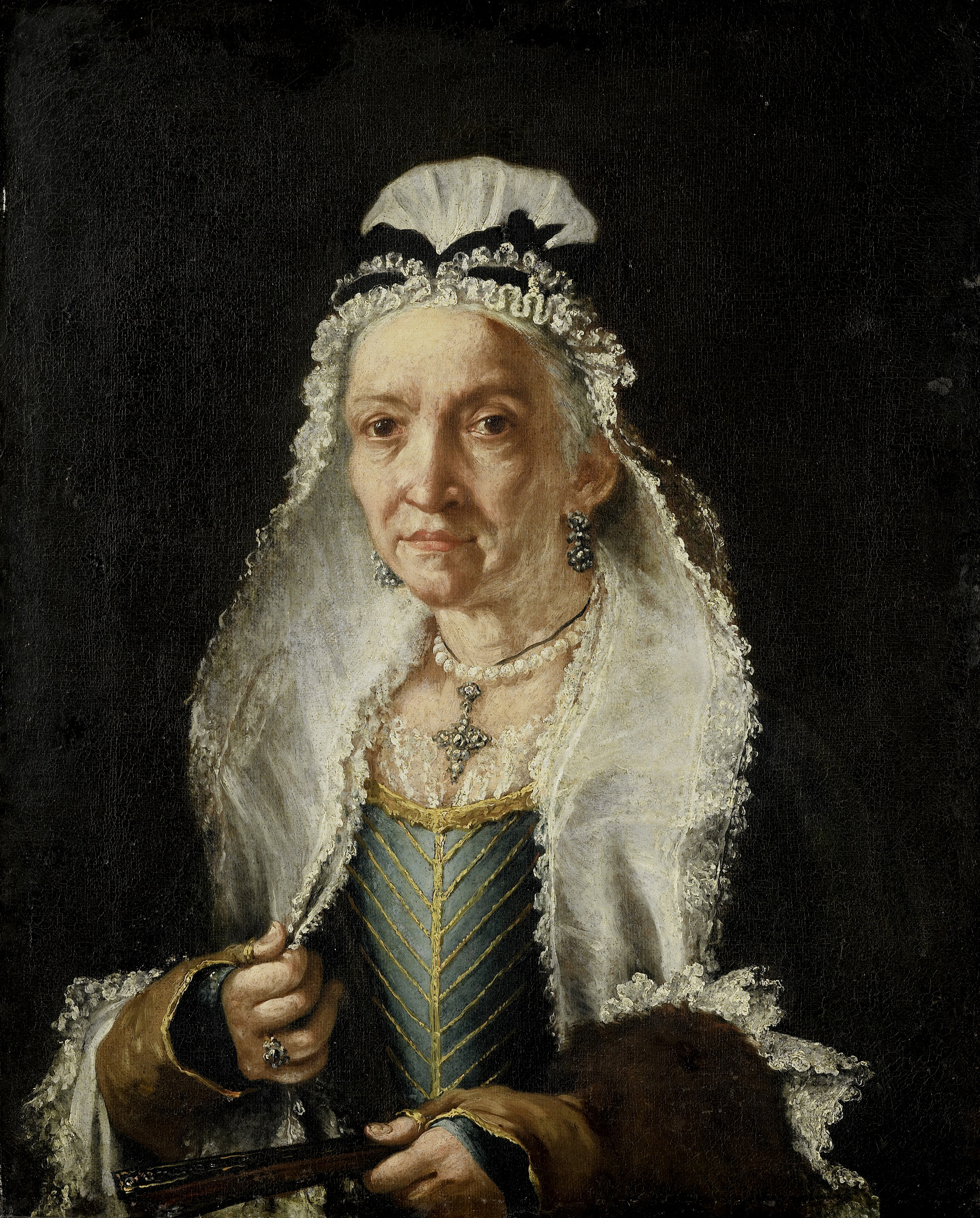
Vittore Ghislandi - Portret van een oude dame
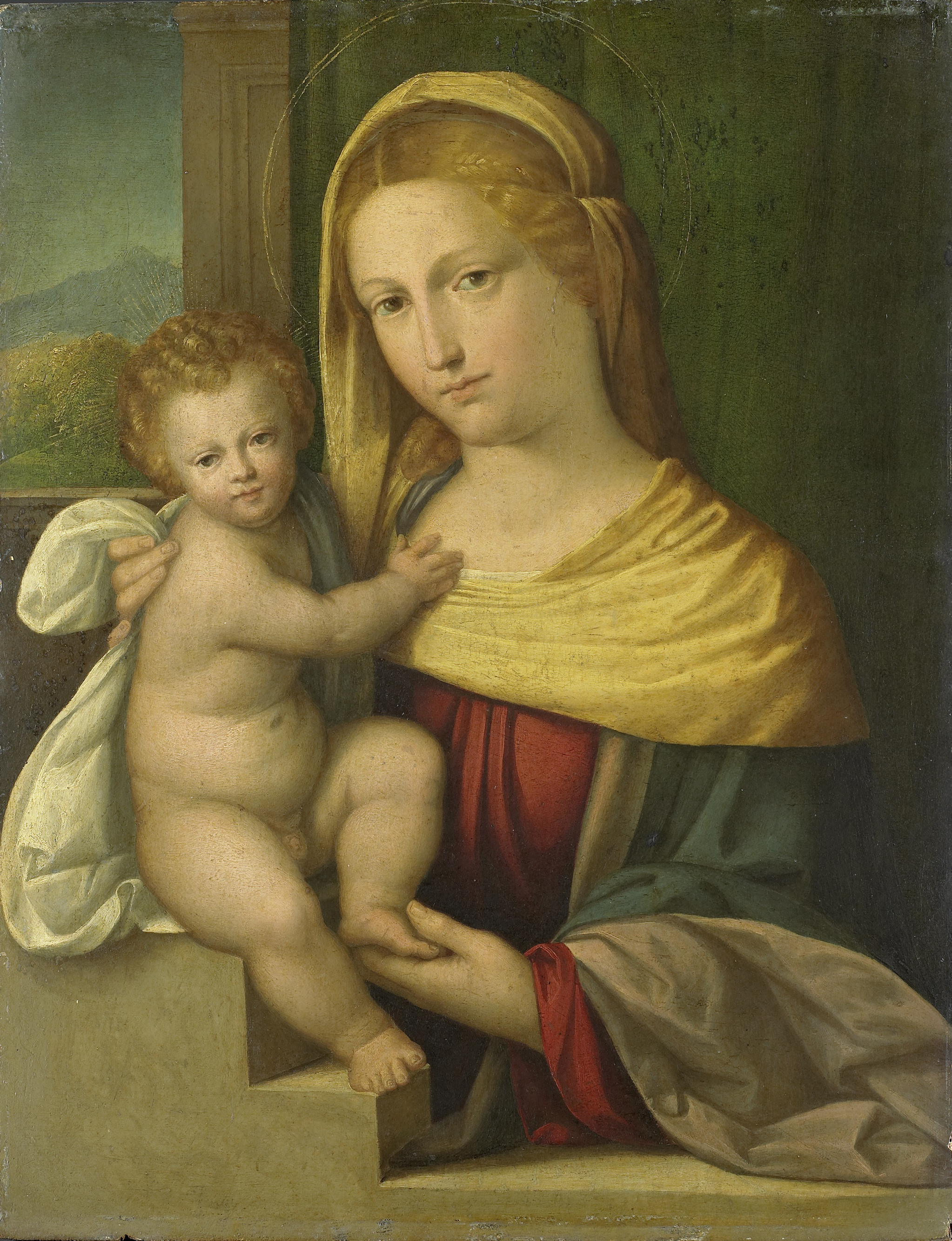
Benventuo Tisi - Madonna met kind
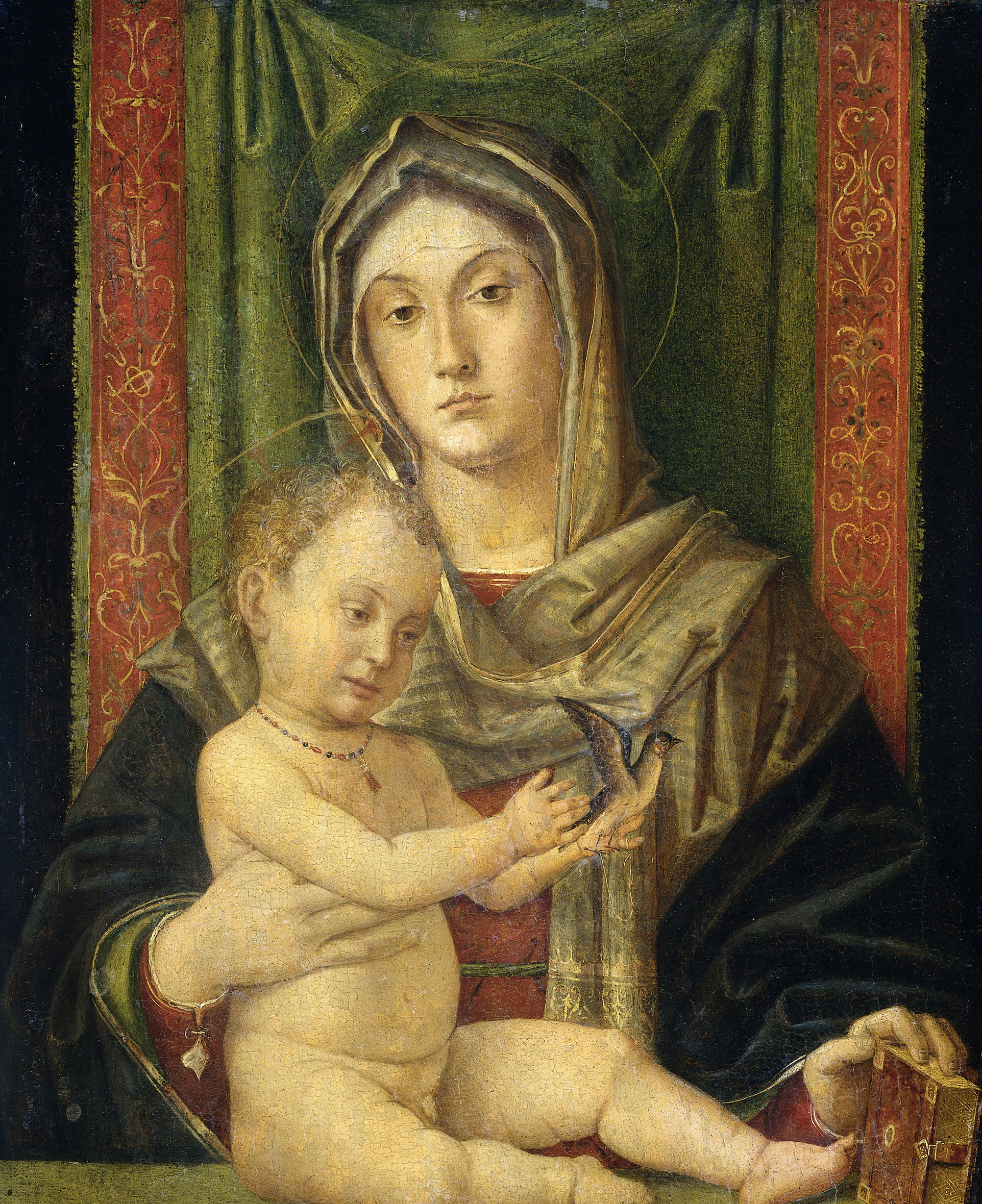
Bartolomeo Montagna - Maria met kind
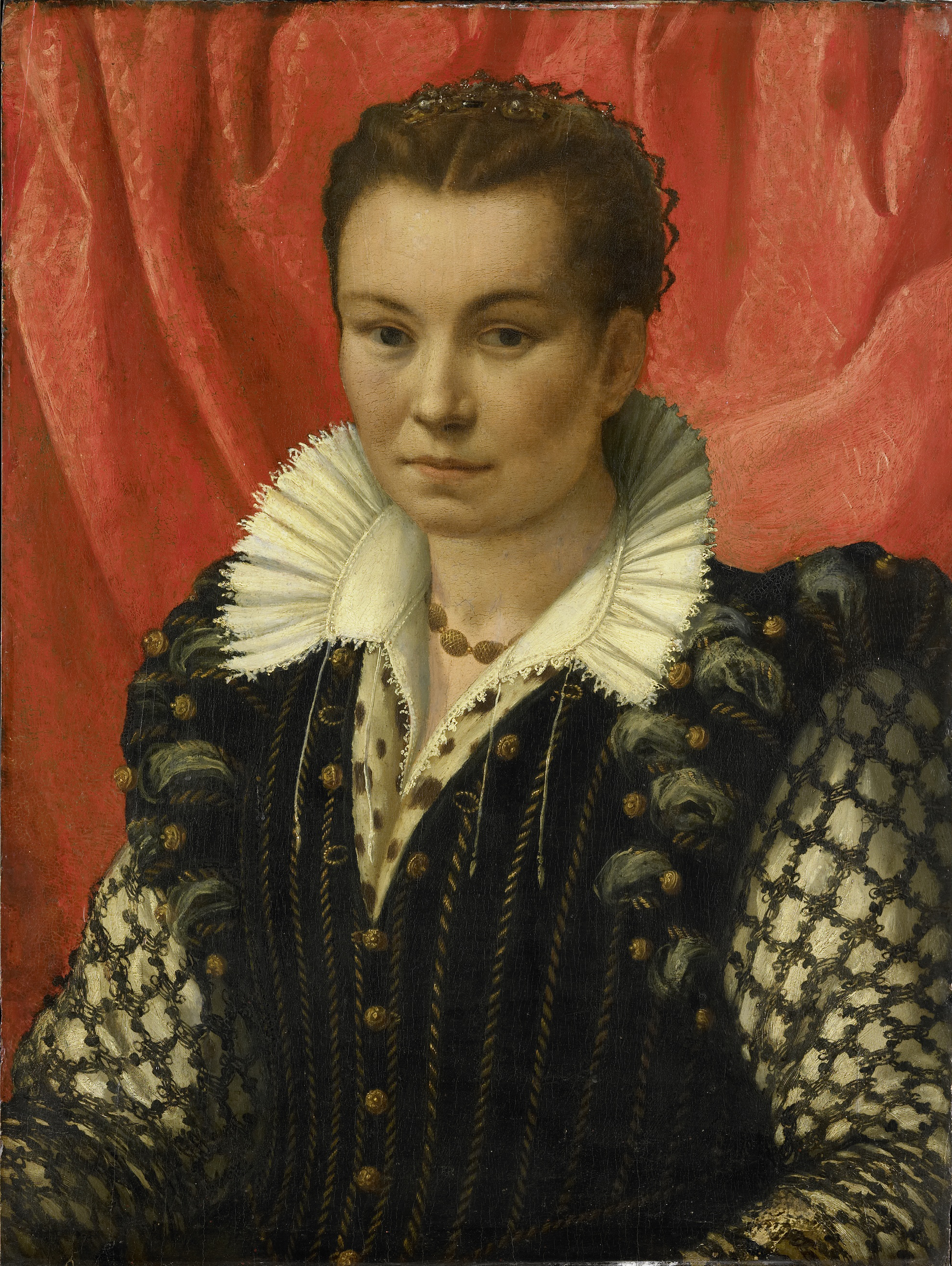
Anoniem - Portret van een vrouw